# Немсадзе, Вахтанг Панкратьевич
Вахта́нг Панкра́тович Немса́дзе (1926—2008) — главный детский хирург Москвы в 70-х — 90-х годах XX века, заслуженный врач Российской Федерации. Удостоен премии им. С. Д. Терновского Российской академии медицинских наук.

## Биография
Родился 12 марта 1926 года в Тифлисе, отец был врачом, мама работала бухгалтером.
После окончания средней школы в 1947 году поступил на учёбу в 2-й Московский медицинский институт, который окончил в 1953 году. В 1965 году окончил ординатуру. В 1966 году защитил кандидатскую диссертацию, темой которой была детская хирургия. С этого же года он преподавал во 2-м московском мединституте.
Свою деятельность детского хирурга он начал в больнице города Орехово-Зуева, впоследствии работал в различных детских больницах Москвы, работал на кафедре травматологии Филатовской больницы в Москве. Свыше 39 лет Немсадзе являлся главным детским хирургом города Москвы. Он также вёл на телевидении вместе с телеведущими Юлией Белянчиковой и Аллой Данько программу «Мамина школа».
Являлся профессором РГМУ, в котором преподавал студентам детскую хирургию. Автор учебника «Хирургические болезни у детей», который неоднократно переиздавался. Всего им было опубликовано свыше 200 научных работ по хирургии.
Умер от сердечного приступа на троллейбусной остановке. Похоронен в Москве на Кунцевском кладбище.

### Семья
Жена — Марьяна Николаевна Немсадзе (1928—2005), дочь Екатерина врач-оториноларинголог.